# Martín de Porres

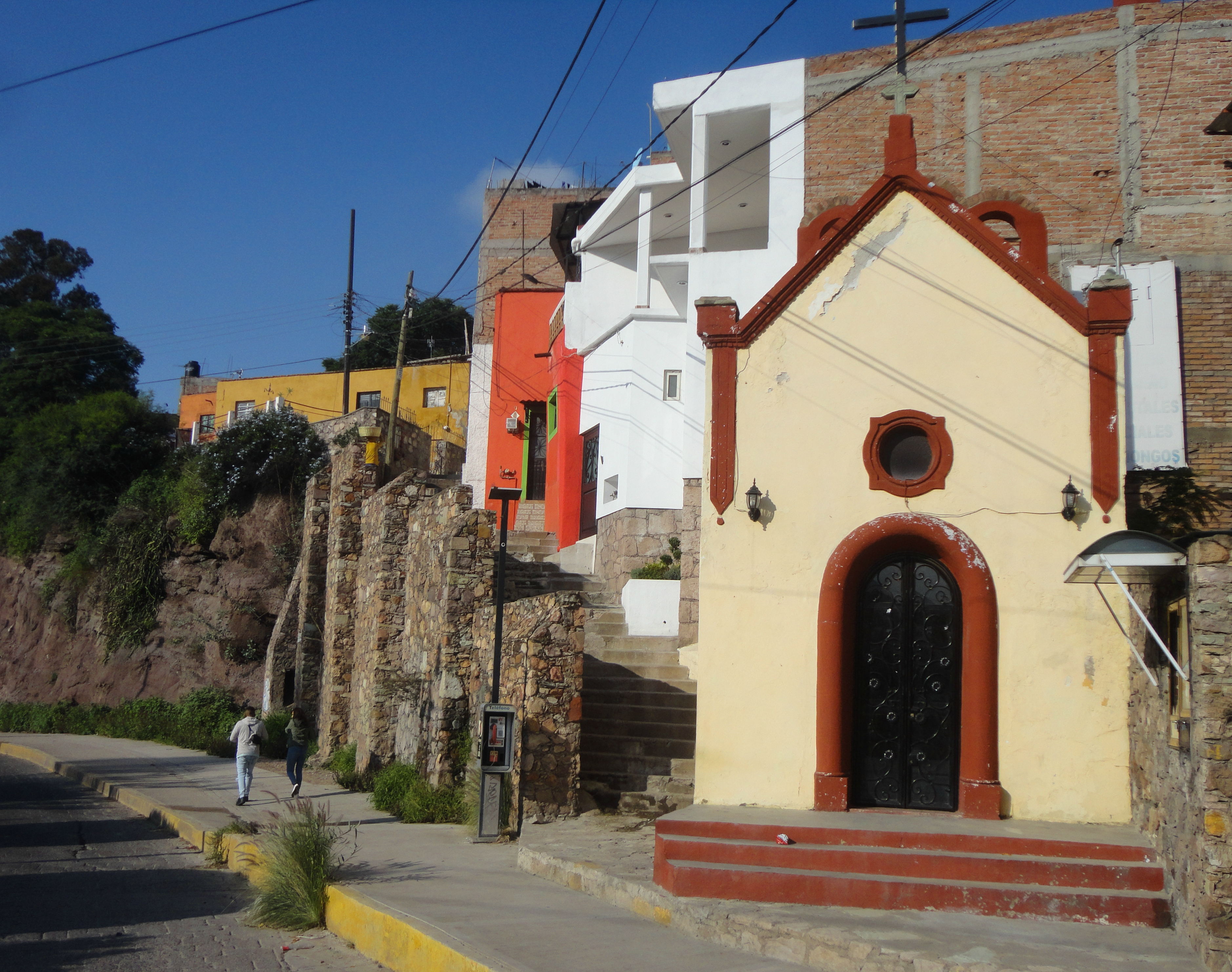
Capilla de San Martín de Porres, Guanajuato Capital, Guanajuato, México.

San Martín de Porres Velázquez o Martín de Porras (Lima, 9 de diciembre de 1579-Lima, 3 de noviembre de 1639), de nombre secular Juan Martín de Porres Velázquez, fue un fraile nacido en el virreinato del Perú, de la orden de los dominicos. Fue el primer santo mulato de América. Es conocido también como el santo de la escoba por ser representado con una escoba en la mano como símbolo de su humildad.

## Biografía

### Infancia

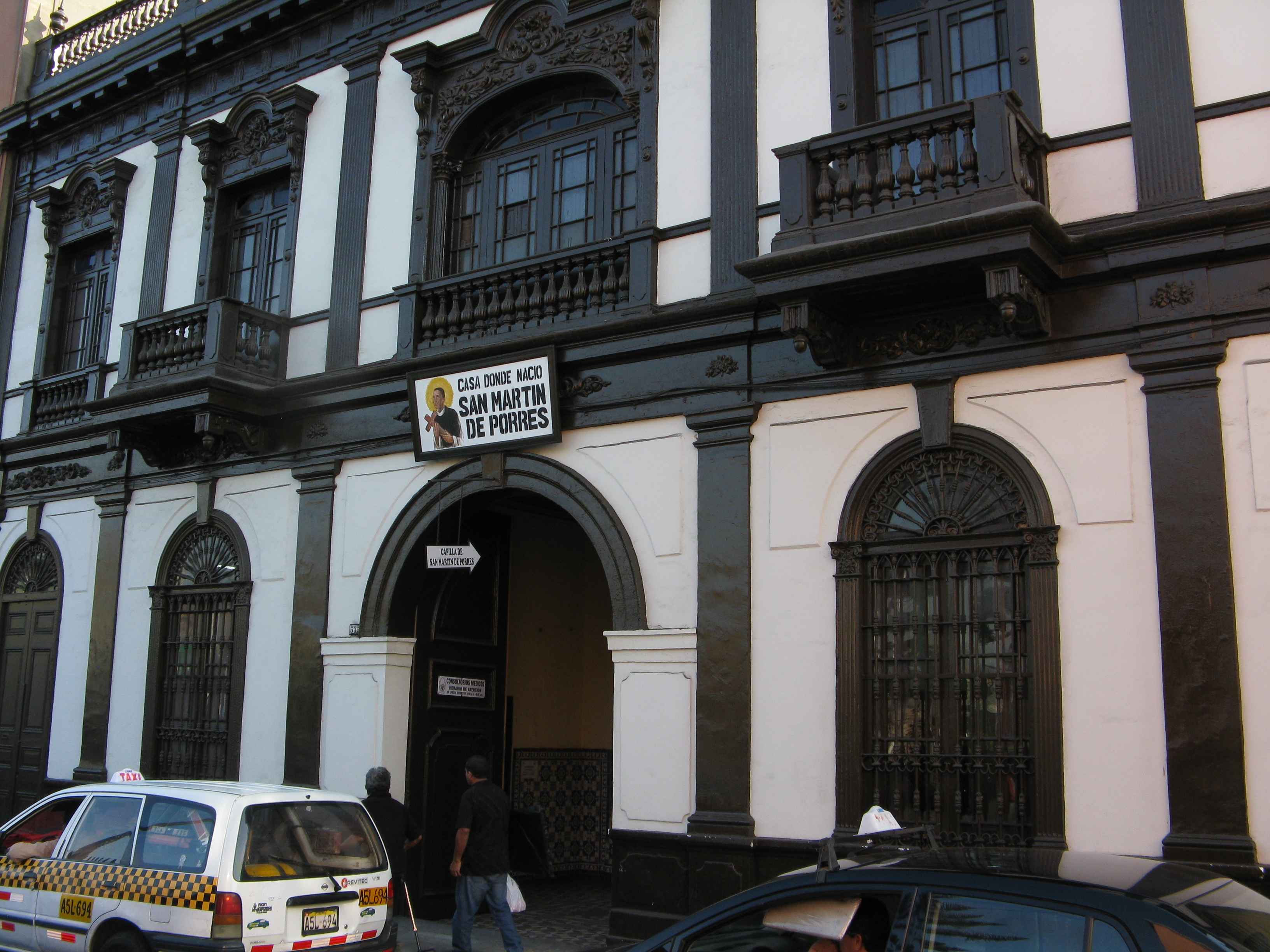
Fachada de la casa donde nació san Martín de Porres, actualmente sede de la casa hogar que lleva su nombre y en donde se realizan actividades de bien social.

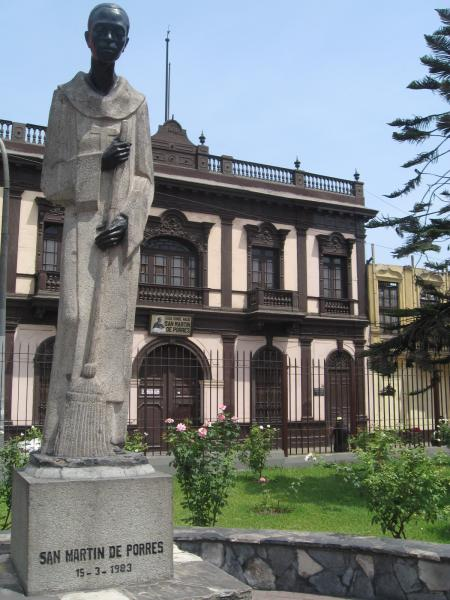
Estatua de san Martín de Porres en la Iglesia de Santa Rosa de Lima, detrás se puede ver la casa de nacimiento de este santo peruano.

Martín de Porres o Porras fue hijo de un noble burgalés, caballero de la Orden de Alcántara, Juan de Porras de Miranda, natural de la ciudad de Burgos, y de una mujer negra, Ana Velázquez, natural de Panamá que residía en Lima.
Juan no podía casarse legalmente con Ana, por ser esta mujer de baja condición social, y muy pobre, lo que no impidió que mantuviese con ella una relación de amancebamiento. Fruto de esta relación nació Martín; y, dos años después, Juana de Porres Velázquez, su única hermana. Martín de Porres fue bautizado el 9 de diciembre de 1579 en la Iglesia de San Sebastián de Lima.
Ana Velázquez dio cuidadosa educación cristiana a sus dos hijos. Juan de Porres estaba destinado en Guayaquil, y desde ahí les proveía de sustento. Viendo la situación precaria en que iban creciendo los niños, sin padre ni maestros, decidió reconocerlos como hijos suyos ante la ley. En su infancia y temprana adolescencia, Martín sufrió, además, la pobreza y limitaciones propias de la comunidad de raza negra en la que vivió.

### Vida religiosa
Se formó como auxiliar práctico, médico empírico, barbero y herborista. En 1594, a la edad de quince años, y por la invitación de fray Juan de Lorenzana, famoso dominico, teólogo y hombre de virtudes, entró en la Orden de Santo Domingo de Guzmán bajo la categoría de «donado», es decir, como terciario por ser hijo ilegítimo (recibía alojamiento y se ocupaba en muchos trabajos como criado). Así vivió nueve años, practicando los oficios más humildes. Fue admitido como hermano de la orden en 1603. Perseveró en su vocación a pesar de la oposición de su padre, y en 1606 se convirtió en fraile profesando los votos de pobreza, castidad y obediencia.
De todas las virtudes que poseía Martín de Porres sobresalía la humildad, siempre puso a los demás por delante de sus propias necesidades. En una ocasión el Convento tuvo serios apuros económicos y el Prior se vio en la necesidad de vender algunos objetos valiosos; ante esto, Martín de Porres se ofreció a ser vendido como esclavo para ayudar a remediar la crisis; el Prior, conmovido, rechazó su ayuda. Ejerció constantemente su vocación pastoral y misionera; enseñaba la doctrina cristiana y fe de Jesucristo a los negros e indios y gente rústica que asistían a escucharlo en calles y en las haciendas cercanas a las propiedades de la Orden ubicadas en Limatambo.
La situación de pobreza y abandono moral que estos padecían le preocupaban; es así que con la ayuda de varios ricos de la ciudad —entre ellos el virrey Luis Jerónimo Fernández de Cabrera y Bobadilla, IV Conde de Chinchón, que en propia mano le entregaba cada mes no menos de cien pesos— fundó el Asilo y Escuela de Santa Cruz para reunir a todos los vagos, huérfanos y limosneros, y ayudarles a salir de su penosa situación.
Martín siempre aspiró a realizar vocación misionera en países y provincias alejados. Con frecuencia lo oyeron hablar de Filipinas, China y especialmente de Japón, país que alguna vez manifestó deseo de conocer. El futuro santo fue frugal, abstinente y vegetariano. Dormía solo dos o tres horas, mayormente por las tardes. Usó siempre un simple hábito de cordellate blanco con una capa larga de color negro. Alguna vez que el prior lo obligó a recibir un hábito nuevo y otro fraile lo felicitó risueño, Martín, le respondió: «Pues con este me han de enterrar» y, efectivamente, así fue.

### Ideal de santidad

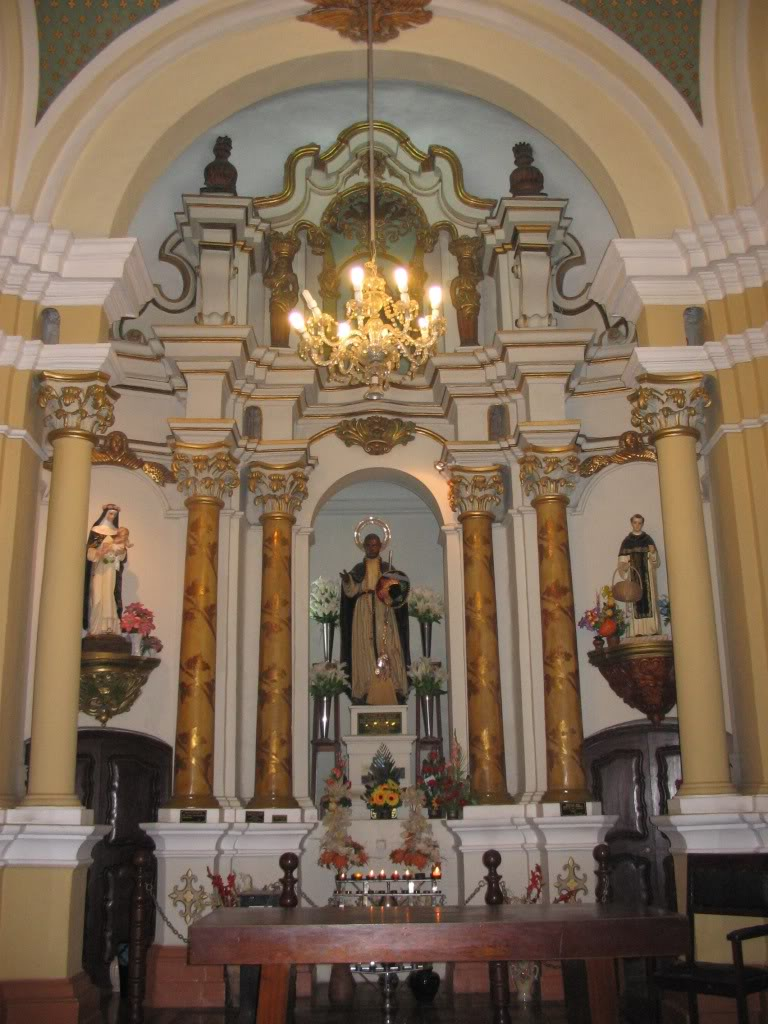

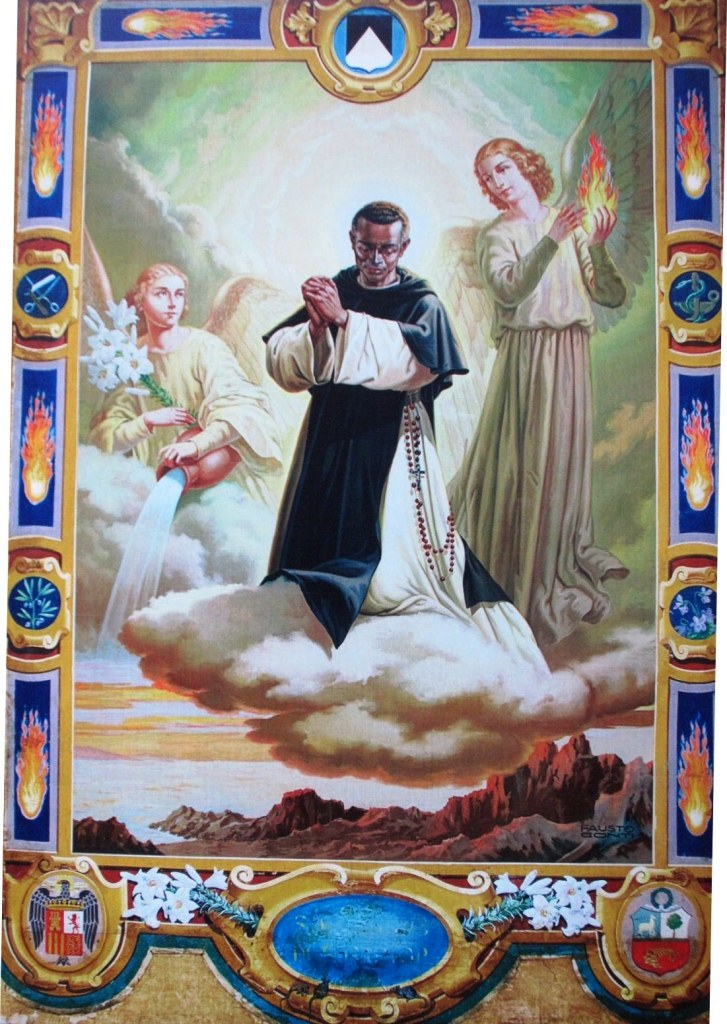
Glorificación de san Martín de Porres del artista italiano Fausto Conti encargada por el papa Juan XXIII para la canonización en San Pedro de Roma. Se encuentra actualmente en la basílica del Santísimo Rosario, en el Convento de Santo Domingo de Lima.

Martín fue seguidor de los modelos de santidad de santo Domingo de Guzmán, san José, santa Catalina de Siena y san Vicente Ferrer. Sin embargo, a pesar de su encendido fervor y devoción, no desarrolló una línea de misticismo propia.
Martín de Porres fue confidente de san Juan Macías, fraile dominico, con el cual forjó una entrañable amistad. Se sabe que también conoció a santa Rosa de Lima, terciaria dominica, y que se trataron algunas veces, pero no se tienen detalles históricamente comprobados de estas entrevistas.
La personalidad carismática de Martín hizo que fuera buscado por personas de todos los estratos sociales, altos dignatarios de la Iglesia y del Gobierno, gente sencilla, ricos y pobres, todos tenían en Martín alivio a sus necesidades espirituales, físicas o materiales. Su entera disposición y su ayuda incondicional al prójimo propició que fuera visto como un hombre santo.
Aunque él trataba de ocultarse, la fama de santo crecía día por día. Fueron varias las familias en Lima que recibieron ayuda de Martín de Porres de alguna forma u otra. También, muchos enfermos lo primero que pedían cuando se sentían graves era: «Que venga el santo hermano Martín». Y él nunca negaba un favor a quien podía hacérselo.

### Su fallecimiento
Casi a la edad de sesenta años, Martín de Porres cayó enfermo y anunció que había llegado la hora de encontrarse con el Señor. La noticia causó profunda conmoción en la ciudad de Lima. Tal era la veneración hacia Martín que el virrey Luis Jerónimo Fernández de Cabrera y Bobadilla fue a besarle la mano cuando se encontraba en su lecho de muerte, pidiéndole que velara por él desde el Cielo.
Martín solicitó a los dolidos religiosos que entonaran en voz alta el credo y mientras lo hacían, falleció. Eran las 9:00 p. m. del 3 de noviembre de 1639 en Ciudad de los Reyes, capital del virreinato del Perú. Toda la ciudad le dio el último adiós en forma multitudinaria donde se mezclaron gente de todas las clases sociales. Altas autoridades civiles y eclesiásticas lo llevaron en hombros hasta la cripta, doblaron las campanas en su nombre y la devoción popular se mostró tan excesiva que las autoridades se vieron obligadas a realizar un rápido entierro.
En la actualidad sus restos descansan en la Basílica y Convento de Santo Domingo, de Lima, junto a los restos de santa Rosa de Lima y san Juan Macías en el denominado Altar de los Santos de Perú.

## Milagros atribuidos

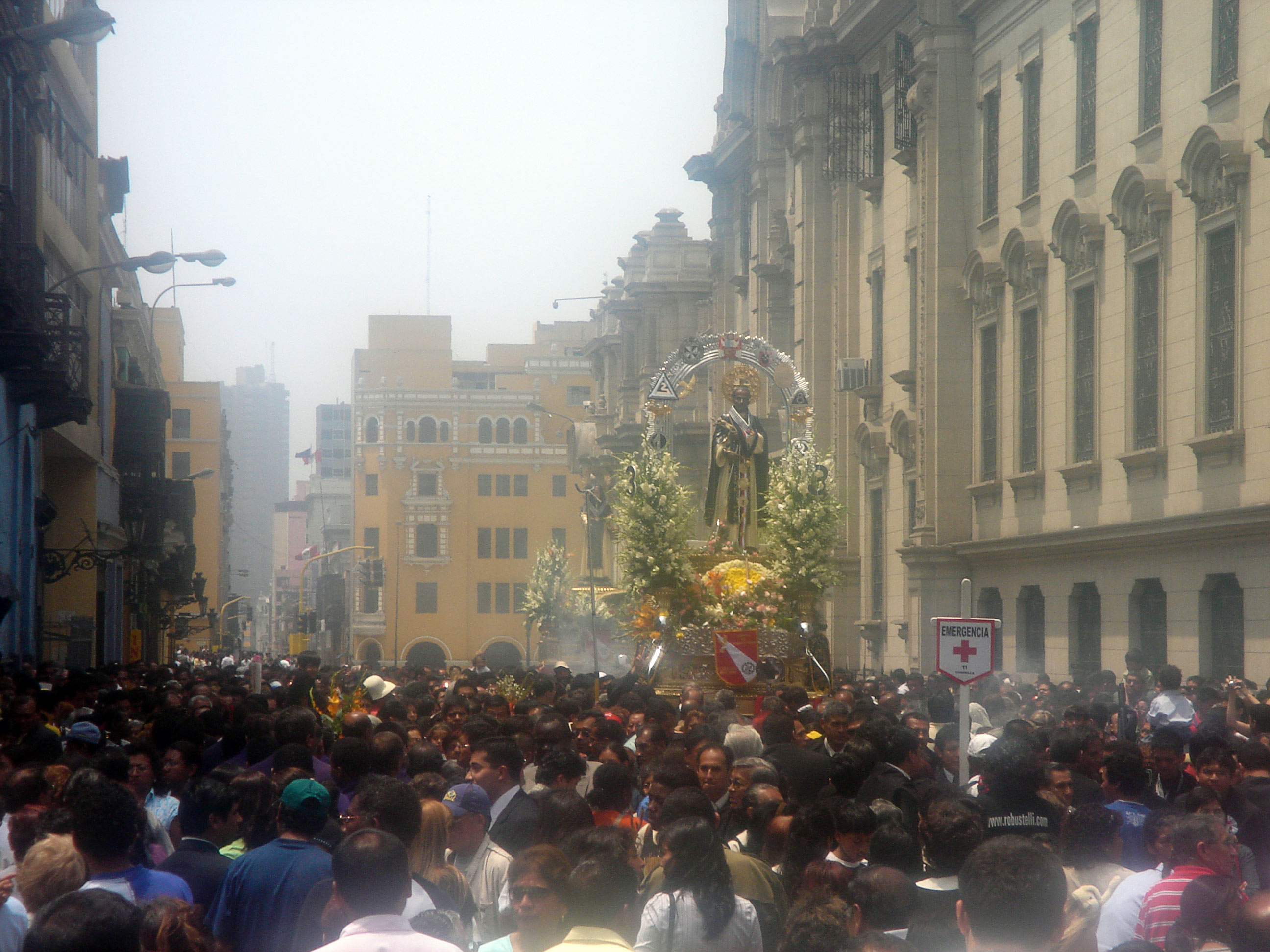
Tradicional procesión de san Martín de Porres en el centro histórico de Lima.

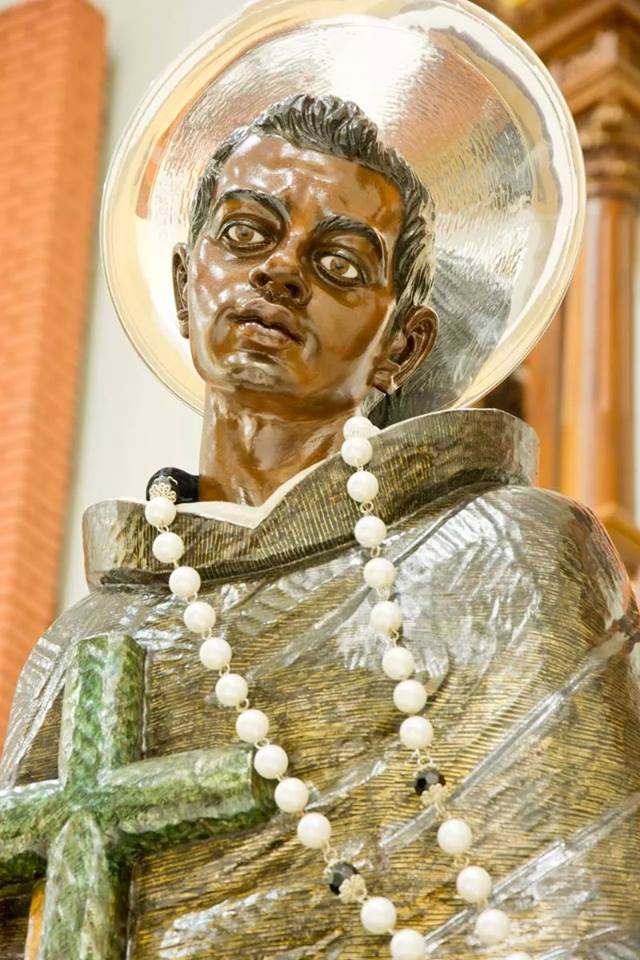
Imagen de san Martín de Porres en el distrito de Barranco

Las historias de los milagros atribuidos a su intercesión  son muchas y sorprendentes, estas fueron recogidas como testimonios jurados en los Procesos diocesano (1660-1664) y apostólico (1679-1686), abiertos para promover su beatificación. Buena parte de estos testimonios proceden de los mismos religiosos dominicos que convivieron con él, pero también los hay de otras muchas personas, pues Martín de Porres trató con gente de todas las clases sociales.
Se le atribuye el don de la bilocación. Sin salir de Lima, se dice que fue visto en México, en África, en China y en Japón, animando a los misioneros que se encontraban en dificultad o curando enfermos. Mientras permanecía encerrado en su celda, lo vieron llegar junto a la cama de ciertos moribundos a consolarlos o curarlos. Muchos lo vieron entrar y salir de recintos estando las puertas cerradas. En ocasiones salía del convento a atender a un enfermo grave, y volvía luego a entrar sin tener llave de la puerta y sin que nadie le abriera. Preguntado cómo lo hacía, respondía: «Yo tengo mis modos de entrar y salir».
Se le reputó control sobre la naturaleza, las plantas que sembraba germinaban antes de tiempo y toda clase de animales atendían a sus mandatos. Uno de los episodios más conocidos de su vida es que hacía comer del mismo plato a un perro, un ratón y un gato en completa armonía. Se le atribuyó también el don de la sanación, de los cuales quedan muchos testimonios, siendo los más extraordinarios la curación de enfermos desahuciados. «Yo te curo, Dios te sana» era la frase que solía decir para evitar muestras de veneración a su persona.
Según los testimonios de la época, a veces se trataba de curaciones instantáneas, en otras bastaba tan solo su presencia para que el enfermo desahuciado iniciara un sorprendente y firme proceso de recuperación. Normalmente los remedios por él dispuestos eran los indicados para el caso, pero en otras ocasiones, cuando no disponía de ellos, acudía a medios inverosímiles con iguales resultados. Con unas vendas y vino tibio sanó a un niño que se había partido las dos piernas, o aplicando un trozo de suela de zapato al brazo de un zapatero para sanarlo de una grave infección.
Muchos testimonios afirmaron que cuando oraba con mucha devoción, levitaba y no veía ni escuchaba a la gente. A veces el mismo virrey que iba a consultarle (aun siendo Martín de pocos estudios) tenía que aguardar un buen rato en la puerta de su habitación, esperando a que terminara su éxtasis. Otra de las facultades atribuidas fue la videncia. Solía presentarse ante los pobres y enfermos llevándoles determinadas viandas, medicinas u objetos que no habían solicitado pero que eran secretamente deseadas o necesitadas por ellos.
Se contó además entre otros hechos, que Juana, su hermana, habiendo sustraído a escondidas una suma de dinero a su esposo se encontró con Martín, el cual inmediatamente le llamó la atención por lo que había hecho. También se le atribuyó facultades para predecir la vida propia y ajena, incluido el momento de la muerte.
De los relatos que se guardan de sus milagros, parece deducirse que Martín de Porres no les daba mayor importancia. A veces, incluso, al imponer silencio acerca de ellos, solía hacerlo con joviales bromas, llenas de donaire y humildad. En la vida de Martín de Porres los milagros parecían obras naturales. Se dice que en algunos momentos de su vida, tuvo que lidiar con el diablo; especialmente en el día de su muerte, donde presuntamente el diablo terminó siendo vencido.

## Beatificación y canonización

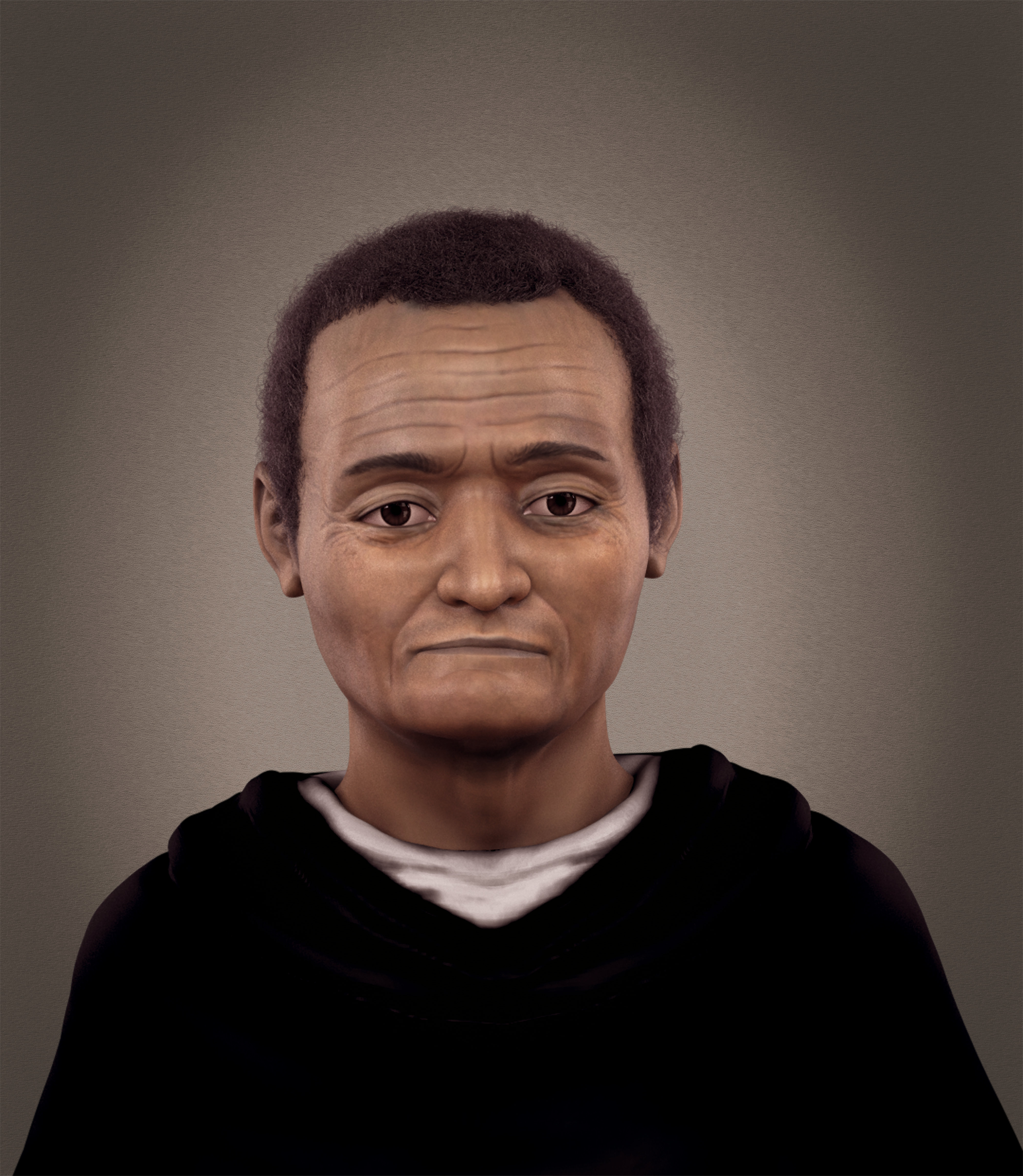
Reconstrucción facial de san Martín de Porres a partir del análisis de su cráneo, realizado por el Equipo Brasileño de Antropología Forense y Odontología Legal (Ebrafol), agosto de 2015.

En 1660, el arzobispo de Lima, Pedro de Villagómez, inició la recolección de declaraciones de las virtudes y milagros de Martín de Porres para promover su beatificación, pero a pesar de su biografía ejemplar y de haberse convertido en devoción fundamental de mulatos, indios y negros, la sociedad colonial no lo llevó a los altares. Aunque en 1763 el Papa Clemente XIII emitió un decreto que afirmaba el heroísmo de sus virtudes, su proceso de beatificación hubo de durar hasta 1837, cuando fue beatificado por el papa Gregorio XVI en la Basílica de Santa María la Mayor.
El papa Juan XXIII que sentía una verdadera devoción por Martín de Porres, lo canonizó en la Ciudad del Vaticano el 6 de mayo de 1962 ante una multitud de 40 000 personas procedentes de varias partes del mundo nombrándolo Santo Patrono de la Justicia Social, exaltando sus virtudes en la homilía de canonización: 

«San Martín, siempre obediente e inspirado por su divino Maestro, vivió entre sus hermanos con ese amor profundo que nace de la fe pura y de la humildad de corazón. Amaba a los hombres porque los veía como hijos de Dios y como sus propios hermanos y hermanas. Tal era su humildad que los amaba más que a sí mismo, y que los consideraba mejores y más virtuosos que él... Martín excusaba las faltas de otro. Perdonó las más amargas injurias, convencido de que él merecía mayores castigos por sus pecados. Procuró de todo corazón animar a los acomplejados por las propias culpas, confortó a los enfermos, proveía de ropas, alimentos y medicinas a los pobres, ayudó a campesinos, a negros y mulatos tenidos entonces como esclavos. La gente le llama Martín, el bueno».

La proclamación de Martín de Porres como santo fue sustentada por las milagrosas curaciones que ocurrieron a una anciana gravemente enferma en Asunción (Paraguay) en 1948 y a un niño con una pierna a punto de ser amputada por la gangrena, en Tenerife (España) en 1956. En el Perú, el cual había hecho unos años antes una intensa campaña para difundir su vida y promover la canonización, hubo muchos festejos. El entonces Presidente de la República, Manuel Prado y Ugarteche, promulgó unos meses antes el Decreto Supremo N° 61-C (26 de marzo de 1962) por el cual se denominó a 1962 como “Año de Fray Martín de Porres”, perennizando así la fecha de canonización del Santo Mulato. Además, se formó una comisión que organizó –en forma urgente e inmediata- las actividades para celebrar el magno evento. Esta comisión fue presidida por el doctor Geraldo Arosemena Garland, Ministro de Justicia y Culto.
El día de la canonización, la ciudad de Lima fue embanderada por todos los vecinos, en señal de peruanidad. Además, al mediodía repicaron todas las campanas de las iglesias, acto que se realizó a nivel nacional. El buque insignia de la armada peruana, Crucero Almirante Grau, realizó una salva de 21 cañonazos en la Bahía del Callao, mientras que todas las unidades de la escuadra peruana sonaron sus sirenas. Finalmente, las reliquias de San Martín de Porres fueron exhibidas en la Iglesia de Santo Domingo hasta el 3 de junio, lo que permitió ser veneradas por los miles de fieles.
En 1966, el Papa Pablo VI lo proclamó patrón de los barberos y peluqueros y, en el Perú, de la justicia social. Su festividad en el santoral católico se celebra el 3 de noviembre, fecha de su fallecimiento. En diversas ciudades del Perú se efectúan fiestas patronales en su nombre y procesiones de su imagen ese día, siendo la procesión principal la que parte de la Iglesia de Santo Domingo, en Lima, lugar donde descansan sus restos mortales.

## Culto en los Estados Unidos
Durante el siglo XX, el culto a fray Martín de Porres cobró gran importancia entre la población negra estadounidense. Los católicos de ascendencia africana y esclavizada lo identificaron como una persona que demostraba la universalidad de la Iglesia católica, y promovían el culto entre sus propias comunidades. Como comentó en 1930 Gustave B. Aldrich en la revista The Chronicle, de la Federación de Católicos de Color (Federated Colored Catholics): «La representación de santos y grandes hombres de fe negros en nuestras iglesias católicas de color hará mucho por rehabilitar nuestro autorrespeto».

## Martín de Porres en el cine y la televisión
- La primera película sobre la vida de san Martín, fue Fray Escoba, película española de 1961, del director Ramón Torrado y protagonizada por el actor René Muñoz.
- También Valentín Pimstein produjo en 1964, en México, la telenovela San Martín de Porres, en la que René Muñoz repitió el papel del santo mulato.
- En 1968, se produjo en Brasil la telenovela O Santo Mestiço, inspirada en la vida de fray Martín, e interpretada por Sérgio Cardoso.
- En el año 1974, nuevamente René Muñoz volvió a encarnar al santo limeño, en la película méxico-peruana Un Mulato llamado Martín, dirigida por Tito Davison.[9]
- En 1972 se produjo, en Argentina, la telenovela El cielo es para todos, que recrea la vida del santo. En México adaptaron la misma historia y produjeron la telenovela con el mismo nombre: El cielo es para todos, en 1979, que vio  por última vez a René Muñoz en el papel de fray Martín de Porres.
- En 2006, Raimundo Calixto, dirigió al actor Pedro Telémaco, en Fray Martín de Porres, película para la televisión.
- En el 2016,  se estrenó la producción peruana Los ratones de fray Martín, protagonizada por el actor Miguel Carty.[10]
- Capítulo «San Martín de Porres» de la serie Prueba de fe (2016).[11]
- Capítulo «Tu peso en oro» de la serie de TV Azteca Están entre nosotros (2016).[12]

### Filmografía
- 1961 - Fray Escoba (España)
- 1963 - Milagros de san Martín de Porres (México)
- 1974 - Un mulato llamado Martín/San Martín de Porres (México, Perú)

Películas para televisión
- 2006 - Fray Martin de Porres
- 2016 - Los ratones de fray Martín (Perú)
- 2017 - San Martín de Porres (EWTN)

Telenovelas
- 1964 - San Martín de Porres (México)
- 1968 - O Santo Mestiço (Brasil)
- 1972 - El cielo es para todos (Argentina)
- 1979 - El cielo es para todos (México)

## Patronazgos

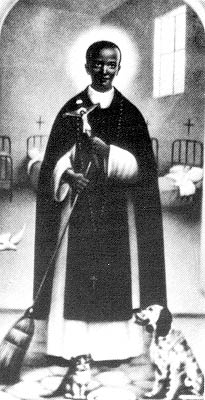
Pintura anónima del santo, representado con el hábito de hermano lego dominico: una túnica blanca, un escapulario con capucha negra y a veces con capa negra, tomando una escoba, pues consideraba sagrado todo trabajo, por insignificante que fuera. A veces se le muestra con un perro, un gato y un ratón comiendo en paz del mismo plato

.